# Burning of the Midnight Lamp
Singles de The Jimi Hendrix Experience
Foxy Lady
(1967) Up from the Skies
(1968)
Pistes de Electric Ladyland
Gypsy Eyes Rainy Day, Dream Away
Burning of the Midnight Lamp est une chanson composée et écrite par Jimi Hendrix et enregistrée avec son groupe The Jimi Hendrix Experience. Elle est sortie en single avec The Stars That Play With Laughing Sam's Dice en face B le 19 août 1967 et figure sur le troisième album du groupe, Electric Ladyland, sorti le 25 octobre 1968.
Il s'agit de la première chanson dans laquelle on peut entendre Hendrix utiliser la pédale d'effet Wah-wah et c'est également la seule sur laquelle il joue du clavecin. Avec Tales of Brave Ulysses de Cream, il s'agit d'une des premières chansons de l'histoire du rock à utiliser une pédale wah-wah.
Burning of the Midnight Lamp commence par une mélodie jouée au clavecin électrique et à la guitare, bientôt rejoints par la basse et la batterie. La rythmique des couplets est soutenue, contrairement aux chœurs angéliques et au clavecin qui fournissent un crescendo à chaque couplet. L'effet mandoline est produit par l'enregistrement de plusieurs guitares jouées lentement et ré-enregistrées à double vitesse.

## Enregistrement
Le travail sur Burning of the Midnight Lamp commence en mai 1967, lorsque le groupe enregistre quatre démos de la maquette aux Studios Olympic de Londres durant les sessions de l'album Axis: Bold As Love. Cependant, les sessions avancent lentement, et Hendrix est "frustré et déprimé" par le manque de succès, et le groupe se lance dans une longue tournée européenne durable pour les prochains mois. Jimi finit par écrire la chanson durant le vol entre les concerts de Los Angeles et New York le 3 juillet, et l'Experience revient à travailler sur la chanson au Studio Mayfair à New York le 6 juillet, enregistrant plus de 30 prises pour obtenir la piste de base. Le lendemain, la chanson est complétée par l'ajout des chœurs chantés par le groupe de R&B Sweet Inspirations, et le mixage a lieu le 20 juillet.

## Parution et réception
Pour promouvoir la parution de Burning of the Midnight Lamp en single, le trio a présenté la chanson dans un certain nombre d'émissions radio et télévision à entre août et octobre 1967. Le 24 août, le groupe a interprété le morceau (le chant en direct sur le playback de la version studio) aux studios Lime Grove de la BBC à Londres pour l'émission télévisée Top of the Pops; le 5 septembre, ils ont joué le morceau dans un studio à Stockholm pour la station de radio suédoise Radiohuset (sorti en 1991 sur Stages et en 2000 sur le coffret The Jimi Hendrix Experience); et le 6 octobre, la chanson a été enregistrée au Playhouse Theatre pour l'émission de radio Top Gear, diffusée sur BBC Radio 1 une semaine plus tard (sortie en 1988 sur Radio One et en 1998 sur BBC Sessions),.
Burning of the Midnight Lamp est publié en single au Royaume-Uni par Track Records le 19 août 1967, accompagné en face B par la chanson The Stars That Play with Laughing Sam's Dice enregistrée pour l'occasion; le single est également sorti dans certaines régions d'Europe par Polydor Records. Le single se classe à la 32e place du UK Singles Chart le 2 septembre et reste classé neuf semaines en atteignant au mieux la 18e place (un score inférieur aux trois précédents singles),. En Allemagne, le single a culminé à la 27e place au cours d'un séjour de cinq semaines dans les Media Control Charts, et dans les MegaCharts aux Pays-Bas, il a atteint la 20e place pendant deux semaines. Un EP de quatre pistes est également publié en Espagne par Polydor comprenant deux deux chansons issues de l'album Are You Experienced.
En septembre 1968, Burning of the Midnight Lamp est sorti aux États-Unis en tant que face B du single All Along the Watchtower. À ce moment-là il fait partie du troisième album du trio Electric Ladyland qui doit sortir un mois après. C'est l'une des trois seules chansons de l'album produite par l'ancien manager du groupe Chas Chandler (avec Crosstown Traffic et All Along the Watchtower). Le critique Matthew Greenwald du site AllMusic dit que la chanson est « l'un des enregistrements les plus intéressants de Jimi Hendrix au début de sa carrière », louant les « paroles psychédéliques et follement imaginatives » et la performance musicale « frappante ». Dans la critique AllMusic de l'album, le critique Cub Koda considère Burning of the Midnight Lamp comme l'un des moments forts de l'album, avec Crosstown Traffic, All Along the Watchtower, 1983... (A Merman I Should Turn to Be) et Voodoo Child (Slight Return).

## Analyse
Les commentateurs d'Hendrix, Harry Shapiro et Caesar Glebbeek, ont décrit Burning of the Midnight Lamp comme « introspectif et mélancolique », et citent Hendrix comme offrant l'aperçu suivant de l'inspiration derrière la chanson:

« Il y a des choses très personnelles là-dedans. Mais je pense que tout le monde peut comprendre le sentiment lorsque vous voyagez que, quelle que soit votre adresse, il n'y a aucun endroit où vous pouvez appeler un chez soi. Le sentiment d'un homme dans une petite maison ancienne au milieu d'un désert dans laquelle brûle la lampe de minuit... vous ne voulez pas que les choses soient personnelles tout le temps, mais c'est le cas,. »

La chanson a donc pour thème la solitude, celle de l'artiste en tournée, dont le quotidien se déroule autour des aéroports ou sur les longues routes monotones. En analysant en détail cette explication, Shapiro et Glebbeek proposent ce qui suit :

« La maison dans le désert devient une métaphore de la frustration suffocante de Jimi de ne pas avoir réussi à produire la chanson qu'il voulait en studio, de ne pas communiquer ou d'être victime d'une mauvaise compréhension. Le temps de la réflexion durant l'avion amène Jimi à considérer l'inconvénient d'être le "Electric Gypsy" : le cirque arrive en ville et continue de ne laisser aucune trace qu'il y ait jamais été – pas de racines, pas de maison, pas d'amour. Mais Jimi garde sa propre flamme d'amour – en fin de compte, la lampe est un phare. Jimi interpelle quiconque veut l'écouter... »

Parlant du contenu musical de la chanson, Shapiro et Glebbeek notent que Burning of the Midnight Lamp présente Hendrix jouant du clavecin dans l'intro, que le musicien déclare "juste venu à [lui]", plaisantant qu'il "ne peut pas ne pas jouer de piano ou de clavecin, [il] a juste choisi différentes petites notes et a commencé à partir de là". Le morceau marque également la première utilisation par Hendrix de l'effet wah-wah sur son enregistrement de guitare, décrit par les auteurs du documentaire Jimi Hendrix: Electric Gypsy comme « un son à jamais associé à Jimi Hendrix. »

## Musiciens
- Jimi Hendrix – Chant, guitare, clavecin électrique
- Noel Redding – Basse
- Mitch Mitchell – Batterie
- Cissy Houston & The Sweet Inspirations - Chœurs